# Yengiyan
Yengiyan är en ort i Azerbajdzjan.   Den ligger i distriktet Zaqatala Rayonu, i den nordvästra delen av landet, 300 km väster om huvudstaden Baku. Yengiyan ligger 218 meter över havet och antalet invånare är 1 247.
Terrängen runt Yengiyan är platt åt nordost, men åt sydväst är den kuperad. Närmaste större samhälle är Aliabad, 5,5 km öster om Yengiyan.
Omgivningarna runt Yengiyan är en mosaik av jordbruksmark och naturlig växtlighet. Runt Yengiyan är det ganska tätbefolkat, med 80 invånare per kvadratkilometer.